# Roland Junck
Pour les articles homonymes, voir Junck.
Roland Junck (né le 10 novembre 1955 à Esch-sur-Alzette) est un ingénieur luxembourgeois.
Depuis 2009 et jusqu'en novembre 2014 Roland Junck était CEO de Nyrstar, producteur de zinc belgo-australien.
Depuis 2008 il est administrateur d'Agfa-Gevaert.
Auparavant il était cadre chez Arcelor, puis est devenu PDG du groupe Arcelor-Mittal au lendemain de la réussite de l'OPA de Mittal. Il remplaçait Guy Dollé, et indirectement Lakshmi Mittal, qui lui a repris le poste assez rapidement.
Le 8 juillet 2024, il est devenu le nouveau président d’Ascometal. Le 25 juillet 2025, le groupe Novasco, nouveau nom d'Ascometal, fait l'objet d'une procédure de conciliation, sous la menace d'un nouveau redressement judicaire, voire d'une liquidation.
Il est marié et père de deux filles (Charlotte et Elisabeth).